# Málkovice (Pernarec)
Málkovice jsou malá vesnice, část obce Pernarec v okrese Plzeň-sever v Plzeňském kraji. Nachází se asi 1,5 kilometru severovýchodně od Pernarce. Prochází zde silnice II/193. V roce 2011 zde trvale žilo 19 obyvatel.
Málkovice leží v katastrálním území Málkovice u Pernarce o rozloze 3,11 km².

## Historie
První písemná zmínka o vesnici pochází z roku 1248.

## Obyvatelstvo
Při sčítání lidu v roce 1921 zde žilo 98 obyvatel (z toho čtyřicet mužů), z nichž byli čtyři Čechoslováci a 94 Němců. Všichni se hlásili k římskokatolické církvi. Podle sčítání lidu z roku 1930 měla vesnice 93 obyvatel německé národnosti a římskokatolického vyznání.
| Rok            | 1869 | 1880 | 1890 | 1900 | 1910 | 1921 | 1930 | 1950 | 1961 | 1970 | 1980 | 1991 | 2001 | 2011 | 2021 |
| -------------- | ---- | ---- | ---- | ---- | ---- | ---- | ---- | ---- | ---- | ---- | ---- | ---- | ---- | ---- | ---- |
| Počet obyvatel | 92   | 100  | 90   | 97   | 95   | 98   | 93   | 35   | 41   | 31   | 31   | 21   | 20   | 19   | 15   |
| Počet domů     | 15   | 17   | 15   | 16   | 15   | 15   | 15   | 15   | 15   | 7    | 7    | 11   | 14   | 15   | 15   |

## Obecní správa
Při sčítání lidu v letech 1869–1910 Málkovice byly osadou obce Skupeč, se kterým patřily nejprve do okresu Teplá, ale v letech 1900–1910 v okrese Planá. V letech 1921–1959 byly samostatnou obcí, se kterým patřily nejprve do okresu Planá, ale v roce 1950 v okrese Stříbro. Od 1. ledna 1960 jsou částí obce Pernarec v okrese Plzeň-sever.

## Další fotografie

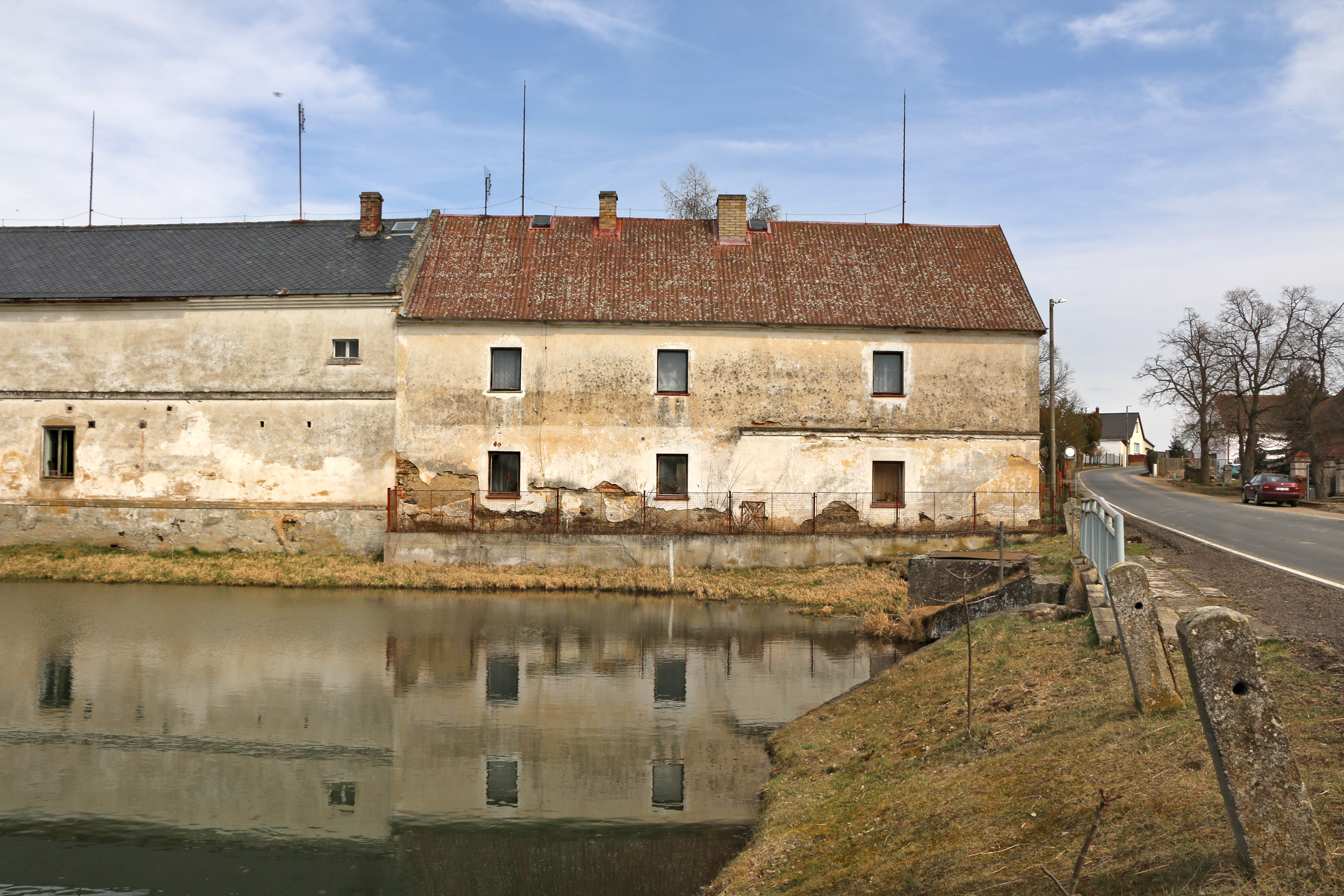
Dům čp. 3 u rybníka
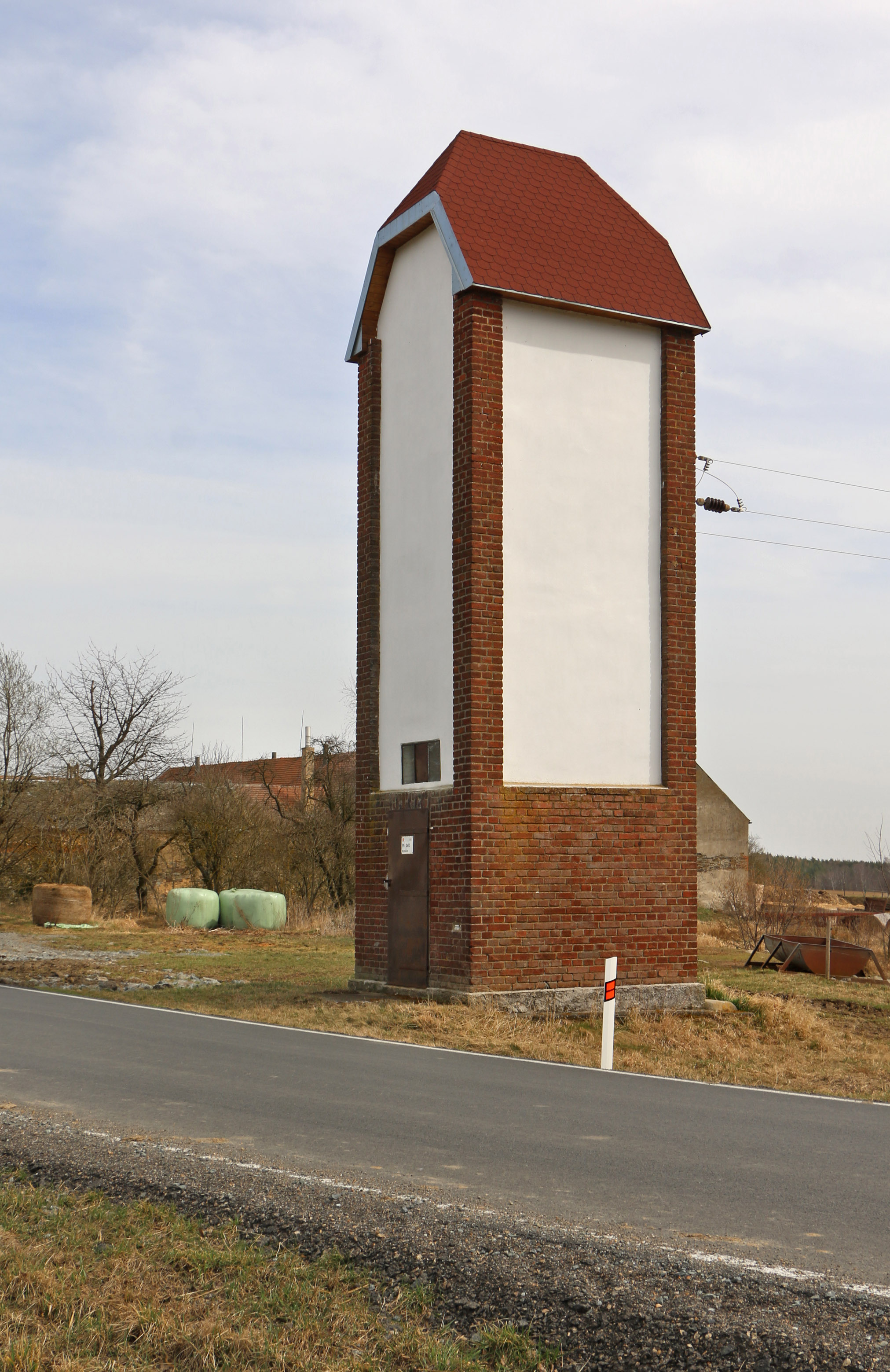
Transformátor
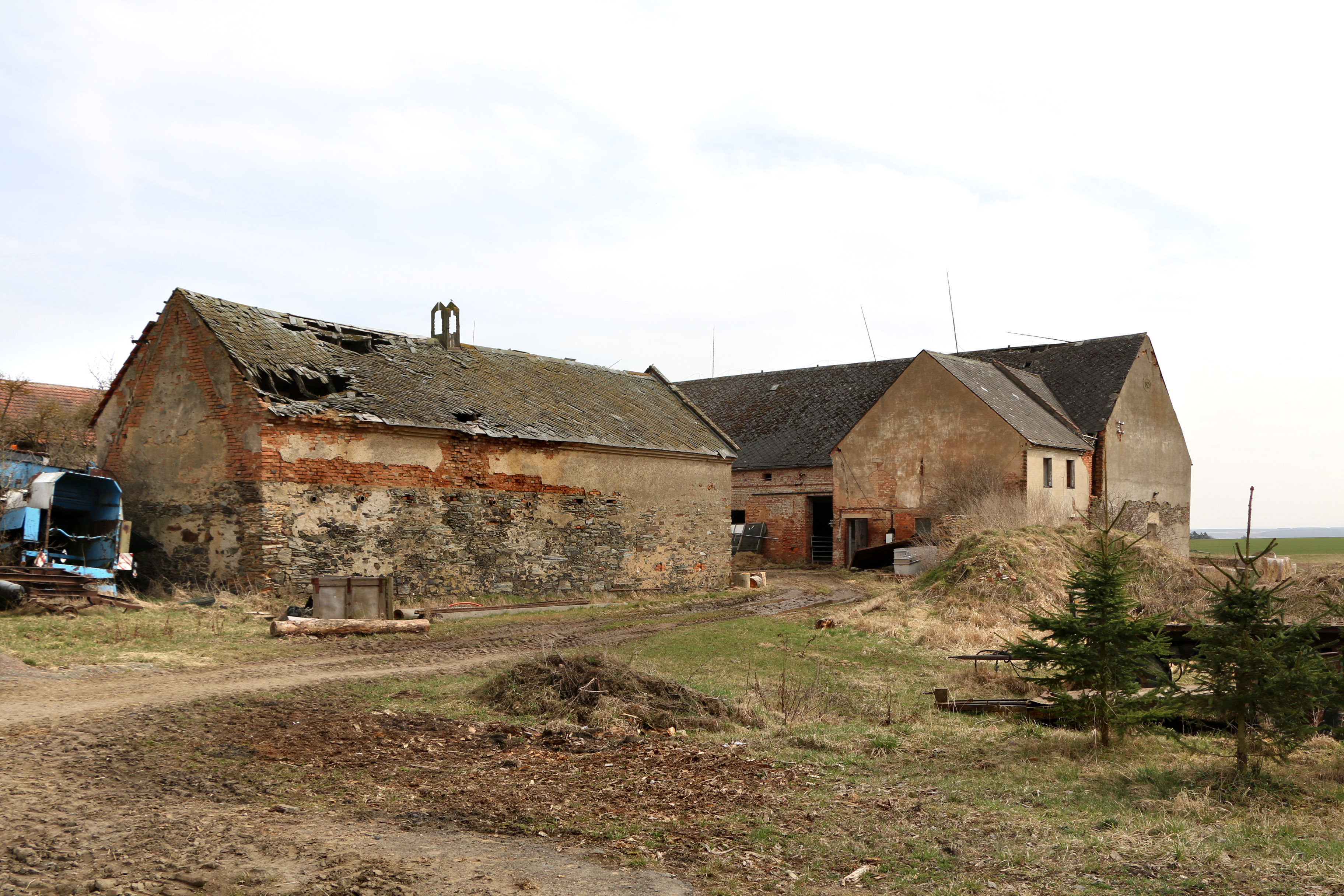
Rozbořený statek
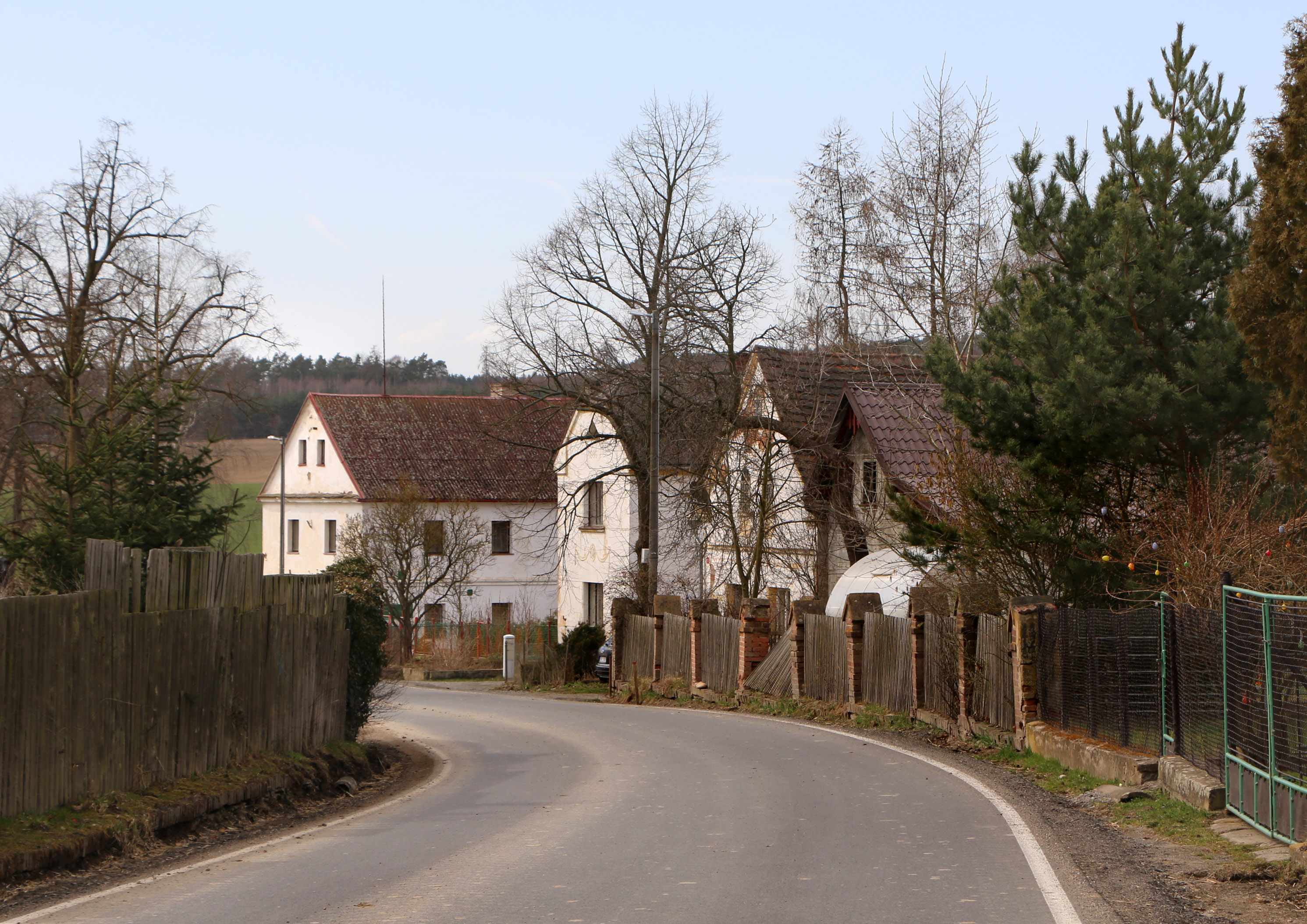
Vesnice od východu